# Perfectos desconocidos (film, 2017)
Perfectos desconocidos je španělský hraný film z roku 2017, který režíroval Álex de la Iglesia podle italského filmu Naprostí cizinci z roku 2016. Snímek měl světovou premiéru 28. listopadu 2017.

## Děj
Sedm přátel se schází na večeři. Během konverzace u stolu hostitel večera nabídne, aby si zahráli hru: mobilní zařízení všech se položí uprostřed stolu a všechny zprávy, e-maily a konverzace všech budou zveřejněny ostatním. Hra postupně nabírá ostřejší a temnější obrátky, jak se začínají odhalovat tajemství jejích účastníků.

## Obsazení
| Belén Rueda      | Eva     |
| Eduard Fernández | Alfonso |
| Ernesto Alterio  | Antonio |
| Juana Acosta     | Ana     |
| Eduardo Noriega  | Eduardo |
| Dafne Fernández  | Blanca  |
| Pepón Nieto      | Pepe    |